# Neetzow-Liepen
Neetzow-Liepen è un comune del Meclemburgo-Pomerania Anteriore, in Germania.
Appartiene al circondario della Pomerania Anteriore-Greifswald ed è parte della comunità amministrativa (Amt) di Anklam-Land.
È stato costituito il 1º gennaio del 2014 unendo i comuni di Neetzow e Liepen.